# Juaaka Lyberth
Juaaka Lyberth, född 1952 i Uummannaq i Grönland, är en grönländsk musiker, låtskrivare och författare.
Han gick i grundskola i Grönland och under ett år i Danmark samt i realskola i Nuuk i Grönland. Han studerade sedan eskimologi vid Köpenhamns universitet. Han har varit chef för kulturhusen i Nuuk och i Sisimiut. 
Han nominerades 2014 för Nordiska rådets litteraturpris för debutromanen Naleqqusseruttortut